# Actinoptera peregrina
Actinoptera peregrina är en tvåvingeart som först beskrevs av Adams 1905.  Actinoptera peregrina ingår i släktet Actinoptera och familjen borrflugor. Inga underarter finns listade i Catalogue of Life.